# Petrognano
Petrognano è una frazione del comune italiano di Barberino Tavarnelle, nella città metropolitana di Firenze, in Toscana.
Si tratta di un piccolo agglomerato di case lungo la strada che da Certaldo conduce a Barberino Val d'Elsa e alla pieve di Sant'Appiano.

## Storia
Citato per la prima volta in una carta di Carlo Magno datata 774, le testimonianze sono ancora più antiche, essendo stati scavati in questa località reperti di epoca romana e paleocristiana. 

Senza possibilità di errore si può individuare nell'odierno abitato di Petrognano il "Borgo" che era sorto immediatamente fuori le mura della città di Semifonte, distrutta dai Fiorentini nel 1202: in merito a tutto questo, infatti, ha assunto la denominazione Petrognano - Semifonte. Di questa epoca si conservano cospicue tracce, tra le quali avanzi di tre torri, nonché la chiesa di San Pietro, risalente agli inizi del XIII secolo e che in passato ha ospitato anche lo splendido Cristo detto di Petrognano o di San Donnino, oggi nel Museo di arte sacra di Certaldo. 

Proprio perché fuori dalle mura di Semifonte, il borgo sopravvisse alla furia distruttrice fiorentina, passando nel 1343 sotto la protezione della potente famiglia Capponi, esponenti della quale, in epoca rinascimentale, costruirono la splendida villa situata al centro dell'abitato, nonché la Cappella di San Michele arcangelo, poco distante: quest'ultima, fu eretta tra il 1594 e il 1597 per volontà di Giovan Battista di Neri Capponi con l'intento di ricordare la distrutta città.

## Monumenti e luoghi d'interesse

### Architetture religiose
Oggi ridotta a cappella privata, la chiesa di San Pietro a Petrognano conservava al suo interno alcuni dipinti e un grande crocifisso ligneo, i quali furono trasferiti in un primo momento presso la pieve di San Donnino, situata nel comune di Certaldo, per poi trovare una definitiva sistemazione all'interno del museo di arte sacra di quel comune.

### Architetture civili
- Villa di Petrognano
- Casa-torre Montigliano-Santissima Annunziata, una casa-torre che presenta notevoli strutture riferibili ai secoli XIII e XIV secolo. Ampliata più volte nel corso dei secoli, si segnale per le notevoli emergenze architettoniche.
- Casa-torre Morello, casa-torre con strutture risalenti al XIII secolo, la tradizione la indica come casa superstite di Semifonte.

## Geografia antropica
Il borgo di Petrognano è costituito da un gruppo di abitazioni disposte intorno alla Villa Capponi; si tratta di case che mostrano elementi architettonici più da palazzo di città che da case coloniche. Questo perché le case di Petrognano altro non sono che ciò che rimane del borgo di città di Semifonte. Le case sono disposte lungo la strada presentano per la maggior parte torri medievali risalenti al XIII e al XIV secolo.

## Galleria d'immagini

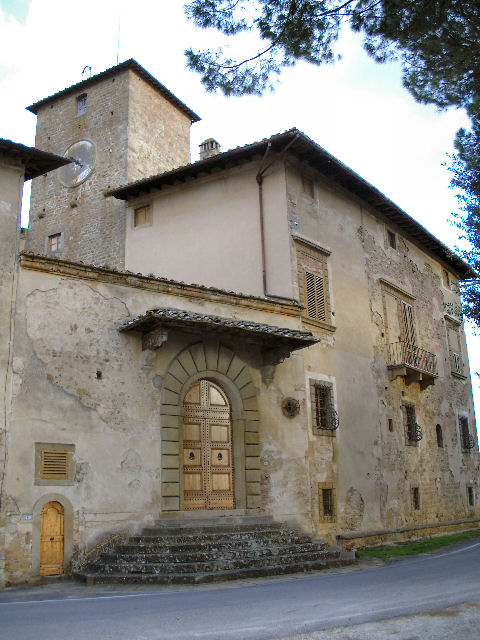
Villa Capponi
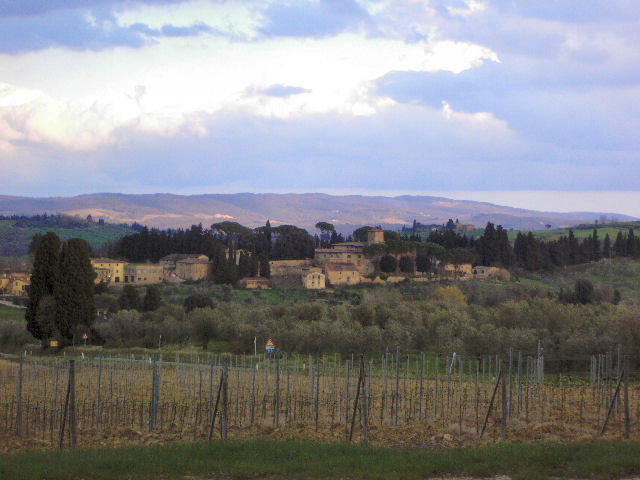
Panorama di Petrognano visto dalla cappella di San Michele